# Língua pwo meridional
'Pwo Meridional, ou Phlong, é uma língua  Karen falada na Tailândia por cerca de 60 mil pessoas nas províncias de Chiang Mai,  Mae Hong Son, Lamphun e Tak ao longo do rio Salween, no noroeste. Não é inteligível com outras variedades de Pwo, embora seja próximo à língua Pwo Phrae.  Pwo consiste nos dialetos mutuamente inteligíveis de Mae Ping, Omkoi (Hod) e Mae Sarieng.
Pwo também é conhecido como Karen Pwo Meridional Karen ou Phlong. 

## Dialetos
Os dialetos incluem Mae Ping, Mae Sarieng, Omkoi, que são mutuamente inteligíveis.

## Escrita
Modos de escrever Pwo Meridional com o alfabeto tailandês foram desenvolvidas na década de 1970 pela Overseas Missionary Fellowship (OMF) e missionários batistas. Alguma literatura foi produzida nesta ortografia, incluindo um dicionário, coleções de contos e histórias folclóricas e traduções de obras religiosas.
Outra ortografia para Pwo Meridional foi elaborada entre 2003 e 2006 pelo Departamento de Educação Não Formal. É conhecida como a ortografia NFE e é usada em projetos de educação na província de Chiang Mai.
Em 2007 foi desenvolvida a ortografia FAL, que combina elementos de formas anteriores de escrever Pwo Meridional.

## Distribuição
- províncias Chiang Mai, Lamphun e Tak provinces
- Mae Hong Son province (15–25 villages): Mae Sarieng town, Mae Ngaw along Salween river, from Hot to Mae Sarieng.